# Distretto di Xiashan
Il distretto di Xiashan (霞山区S, Xiáshān QūP) è un distretto della Cina, situato nella provincia del Guangdong e amministrato dalla prefettura di Zhanjiang.